# Хоси (рёкан)
Хоси (яп. 法師 хо:си) — рёкан в городе Комацу префектуры Исикава, Япония.
Основанным в 718 году рёканом непрерывно владели 46 поколений одной семьи. Согласно Книге рекордов Гиннесса считался старейшей из существующих в мире гостиниц до 2011 года, когда старейшей гостиницей и старейшим ныне действующим предприятием был признан основанный в 705 году «Нисияма Онсэн Кэйункан».
В рёкане есть горячие ванны, сад и галерея керамики.
Рёкан является членом клуба Енох, объединяющего старейшие фирмы мира.